# Anaerobacter
Anaerobacter je rod grampozitivních bakterií, příbuzný rodu Clostridium. Jeho zástupci jsou anaerobní chemotrofové, vyznačující se zvláštním typem tvorby spor. Při ní totiž vzniká ne jedna spora, ale více spor, a tak můžeme v tomto případě považovat sporulaci za typ rozmnožování. Anaerobacter také fixují dusík. GC obsah je 29.